# Arthur Evans

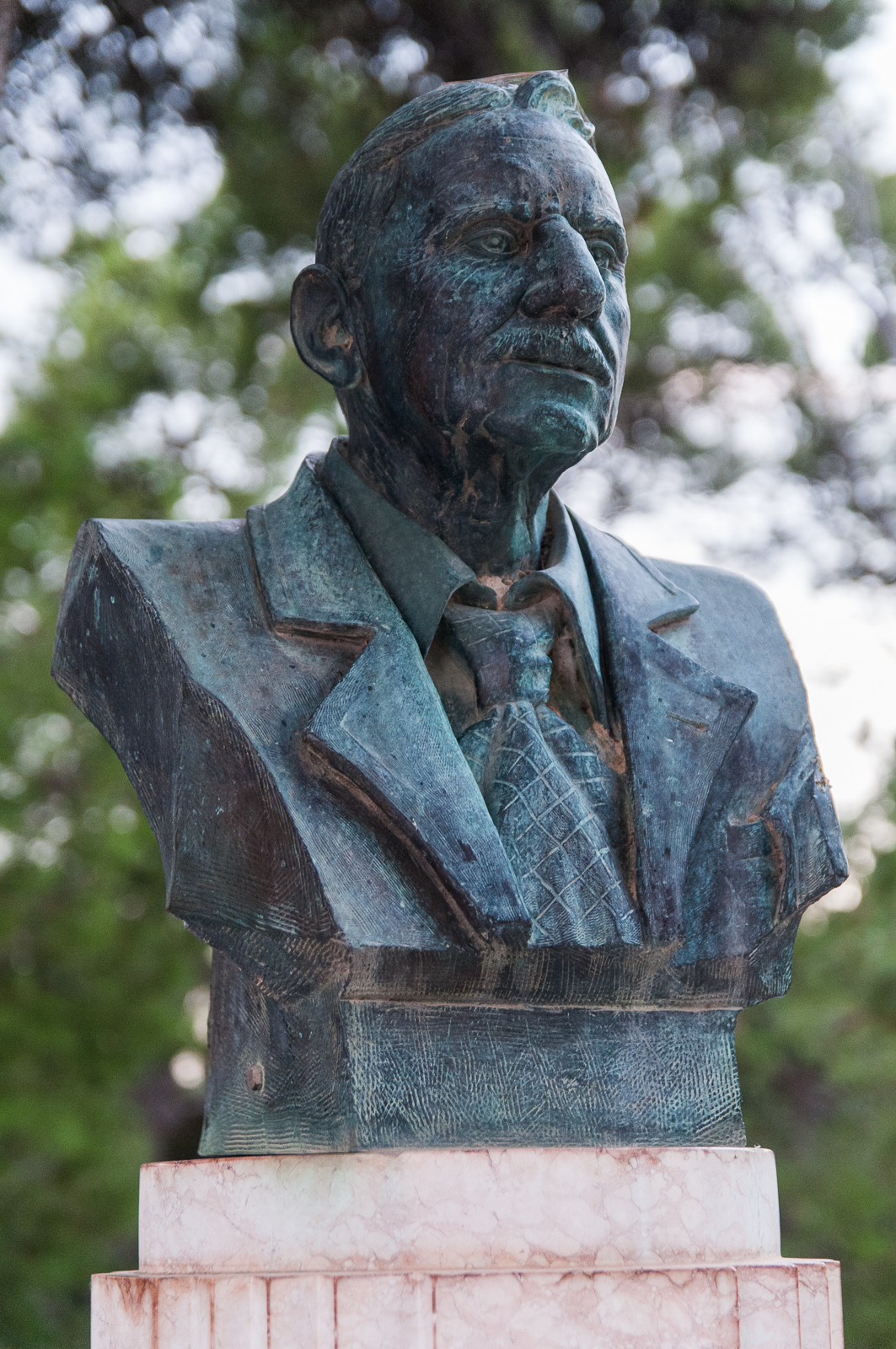
Bronzová busta sira Arthura Evanse u paláce Knóssos

Sir Arthur John Evans (8. července 1851 Nash Mills (Anglie) – 11. července 1941) byl britský archeolog, který je známý především svými vykopávkami paláce v Knóssu na řeckém ostrově Kréta. Svá studijní léta strávil na Harrow School a Brasenose College.
Předtím, než Evans začal s výzkumy paláce Knóssos, archeolog Minos Kalokairinos odkryl roku 1894 dvě skladovací místnosti, ale turecká vláda přerušila jeho práce dřív, než je mohl dokončit. Evans se v té době snažil rozluštit písmo na pečetních kamenech. Když ostrov Kréta roku 1900 vyhlásil nezávislost, začal s výzkumy paláce. Během nich objevil více než 3000 hliněných tabulek a zároveň i začal s pokusy o jejich rozluštění. Později zjistil, že krétský jazyk využíval dvou typů písem (lineární písmo typu A a lineární písmo typu B) a dospěl k závěru, že na Krétě existovala vyspělá civilizace dlouho předtím, než na řecké pevnině vznikla homérovská mykénská civilizace.
V březnu 1900 zakoupil celou lokalitu a začal s rozsáhlým odkrýváním paláce na ploše o rozloze 2 hektarů. Charakter paláce s mnoha místnostmi a chodbami mu připomněl řecký mýtus o králi Mínoovi. Z toho důvodu pojmenoval nalezenou civilizaci mínojskou. Výzkumy byly dokončeny roku 1903.
Roku 1911 byl za své služby archeologii pasován na rytíře. Kromě vykopávek v Knóssu se podílel také na významném rozšíření archeologických sbírek Ashmoleova muzea (Ashmolean museum) v Oxfordu o řeckou a mínojskou keramiku a založil Starožitnickou společnost (Society of Antiquaries).
Přes své zásluhy je však kritizován za iracionální neústupné krétocentrické názory, které vedly k jeho sporům s archeology zabývajícími se řeckou pevninou, jako byli Carl Blegen nebo Alan Wace. Evans trval na jedné časové linii vývoje, vrcholu a úpadku civilizací doby bronzové, která se posléze ukázala jako nesprávná.